# Weathering with You
Weathering with You - La ragazza del tempo (天気の子?, Tenki no ko, lett. "La ragazza del tempo") è un film d'animazione del 2019 diretto da Makoto Shinkai. 
L'uscita del film, di produzione giapponese, è avvenuta il 19 luglio 2019.

## Trama
Hodaka è un sedicenne che scappa di casa e si trasferisce a Tokyo. In città inizialmente fa fatica a mantenersi perché non è in grado di lavorare legalmente a causa del suo status di minorenne in fuga, ma poi trova un lavoro come tuttofare in una piccola agenzia che vende storie per riviste di occultismo e simili. Il tempo diventa sempre più piovoso giorno dopo giorno e Hodaka resta colpito da Hina, una ragazza generosa cui ha cercato maldestramente di dare una mano credendola in difficoltà. Lei è rimasta orfana da poco e vive con il fratellino Nagi cercando in tutti i modi di rendersi autosufficienti. Quando Hodaka scopre che la ragazza ha la capacità di "portare il sereno", cerca di sfruttare la cosa economicamente, mettendo un annuncio. Con sorpresa di entrambi, viste le pessime condizioni meteorologiche che continuano ad insistere e provata l'effettiva capacità della ragazza, l'idea ha un successo enorme. 
Keisuke e Natsumi, rispettivamente titolare dell'agenzia che ha ingaggiato Hodaka e nipote dello stesso, indagando sull'occulto scoprono la triste realtà delle "portatrici di sereno", una figura in realtà ben nota e conosciuta da secoli, che regala felicità ma che poi brucia presto la sua esistenza.
La polizia giunge sulle tracce di Hodaka, in fuga dalla famiglia e accusato di avere usato un'arma, e vuole consegnare Hina e il fratello ai servizi sociali in quanto minorenni. Il ragazzino allora spinge Hina e il suo fratello a fuggire insieme. Nella Tokyo allagata mentre Hodaka si dichiara a Hina, questa rivela a lui che sta scomparendo piano piano, e infatti la mattina successiva, dopo aver donato il sereno a tutta la città è definitivamente ascesa in cielo.
Hodaka non ci sta e vuole ricongiungersi a Hina e crede di sapere come fare, ma inseguito dalla polizia, dopo essere stato aiutato da Natsumi, rischia di essere incastrato per colpa di Keisuke che invece alla fine gli permette di scappare e raggiungere il torii superato il quale effettivamente può volare in cielo. Raggiunta Hina la convince a fare qualcosa per se stessa e per chi le vuole bene e così insieme tornano sulla terra.
Hodaka è costretto a tornare a casa e ad attendere tre anni per poter andare via di nuovo dalla sua isola. Così trascorsi i tre anni, nei quali non ha più contattato Hina, raggiunto il diploma, si trasferisce nuovamente a Tokyo. La città, dopo anni di piogge ininterrotte, ha cambiato volto tornando a somigliare alla baia che era in origine, prima che l'uomo la trasformasse con i suoi pesanti interventi. Ritrovato Keisuke, Hodaka è incoraggiato a cercare Hina. I due si incontrano e immediatamente rivivono la magia che li aveva uniti e, ormai entrambi adulti, si dispongono a vivere insieme, senza più remore.

## Personaggi
Hodaka Morishima  ( 森嶋 帆高 ?,  Morishima Hodaka)
Doppiato da: Kotaro Daigo (ed. giapponese), Simone Veltroni (ed. italiana)
Uno studente delle superiori originario di una piccola isola che scappa a Tokyo, dove finisce per trovare lavoro come scrittore per la rivista sull'occulto del signor Suga. Ha un carattere impulsivo e ribelle, ed è fuggito dall'isola dove vive, che considera come una prigione, in cerca di libertà. Tuttavia, diventerà più altruista e gentile grazie a coloro che si prenderanno cura di lui, in particolare Hina.
 Hina Amano  ( 天野 陽菜 ?,  Amano Hina)
Doppiata da: Nana Mori (ed. giapponese), Annalisa Usai (ed. italiana)
Una ragazza che vive a Tokyo con suo fratello minore, del quale si prende cura sostenendolo anche lavorando part-time dopo la morte della madre, che si scoprirà avere il potere di controllare il tempo atmosferico cacciando le nubi e facendo uscire il sole. Hina è una ragazza estremamente gentile, positiva e altruista, e proprio grazie al suo carattere premuroso aiuterà anche Hodaka ad essere una persona migliore. Si sacrifica, grazie ai suoi poteri, per salvare il mondo dal maltempo e catastrofi che esso causa, ma Hodaka la previene dal sacrificio.
 Keisuke Suga  ( 須賀 圭介 ?,  Suga Keisuke)
Doppiato da: Shun Oguri (ed. giapponese), Marco Bassetti (ed. italiana)
Uomo sui quarant'anni che conosce Hodaka salvandogli la vita a inizio film. Lavora come direttore della sua rivista, dove lavorano anche sua nipote Natsumi e, successivamente, Hodaka. È vedovo ed ha una figlia, anche se questu'ultima vive con la nonna. Un po' burbero, ma premuroso, è un fumatore e bevitore, anche se vorrebbe togliersi le cattive abitudini per poter prendersi cura della figlia.
 Natsumi Suga  ( 須賀 夏美 ?,  Suga Natsumi)
Doppiata da: Tsubasa Honda (ed. giapponese), Roisin Nicosia (ed. italiana)
Nipote del signor Suga, e ha un motorino rosa con il quale fa le commissioni. Studentessa e scrittrice, va a fare interviste per la rivista per cui lavora, anche se aspira ad altre occupazioni. Molto simpatica, scherzosa, allegra e gentile, supporta Hodaka e lo aiuta più volte nel corso della storia. Rimprovera spesso lo zio per le cattive abitudini del fumo e dell'alcool. Quando Hodaka le dice di pubblicare una notizia solo per fare soldi, lei si arrabbia con lui dicendogli che sta somigliando sempre di più a duo zio per egoismo; nello stesso tempo si lega I capelli in una coda.
 Nagi Amano  ( 天野 凪 ?,  Amano Nagi)
Doppiato da: Sakura Kiryu (ed. giapponese), Emanuele Suarez (ed. italiana)
Fratello minore di Hina. Pur essendo molto giovane ha molto successo con le ragazze. Anche se non da subito, stringe una buona amicizia con Hodaka, tant'è che quest'ultimo lo rispetta molto e lo chiama "senpai" per i consigli che gli sa dare in ambito romantico.

## Produzione
Il film è stato annunciato il 13 dicembre 2018. La distribuzione nei cinema giapponesi è avvenuta il 19 luglio 2019, ed è stato confermato l'arrivo della pellicola anche in Europa. Il film è scritto e diretto da Makoto Shinkai e animato da Atsushi Tamura. Masayoshi Tanaka è il direttore artistico e disegnatore dei personaggi, Hiroshi Takiguchi si occuperà degli sfondi. I protagonisti verranno doppiati da Kotaro Daigo (Hodaka) e da Nana Mori (Hina).

## Promozione
Il primo trailer del film è stato pubblicato il 10 aprile 2019 sul sito ufficiale del film, accompagnato da un brano dei Radwimps (gruppo musicale giapponese che aveva già realizzato le musiche del precedente film di Shinkai, Your Name.). Il secondo trailer del film, insieme ad un nuovo poster promozionale, è stato pubblicato il 28 maggio dello stesso anno, confermando inoltre la partecipazione dei Radwimps per la realizzazione della colonna sonora della pellicola.

## Distribuzione
Il film è uscito nei cinema giapponesi il 19 luglio 2019. In Italia è stato distribuito da Nexo Digital in collaborazione con Dynit il 14, 15 e 16 ottobre 2019. Dato il successo riportato nei giorni di proiezione, che l'ha portato ad essere al secondo posto per spettatori dopo Joker, Dynit ha annunciato la sua redistribuzione il 5 e il 6 novembre.

## Riconoscimenti
- 2019 – Satellite Awards[10]
  - Candidatura per il miglior film d'animazione o a tecnica mista

## Riferimenti ad altre opere
Nel film è possibile individuare dei riferimenti ad opere precedenti di Shinkai. Ci sono le brevi apparizioni dei due protagonisti di Your Name.: Taki Tachibana (visibile durante una visita a sua nonna) e Mitsuha Miyamizu (in un negozio, riconoscibile dal nastro rosso con cui lega i capelli). Inoltre compaiono entrambe le protagoniste della prima stagione di Pretty Cure come due ragazze in cosplay che desiderano un giorno di sole. Nella stessa scena compaiono altre tre persone in cosplay, in questo caso da Hatsune Miku, Aqua (personaggio della serie di Light Novel KonoSuba) e Godzilla.